# Herbert Kegel

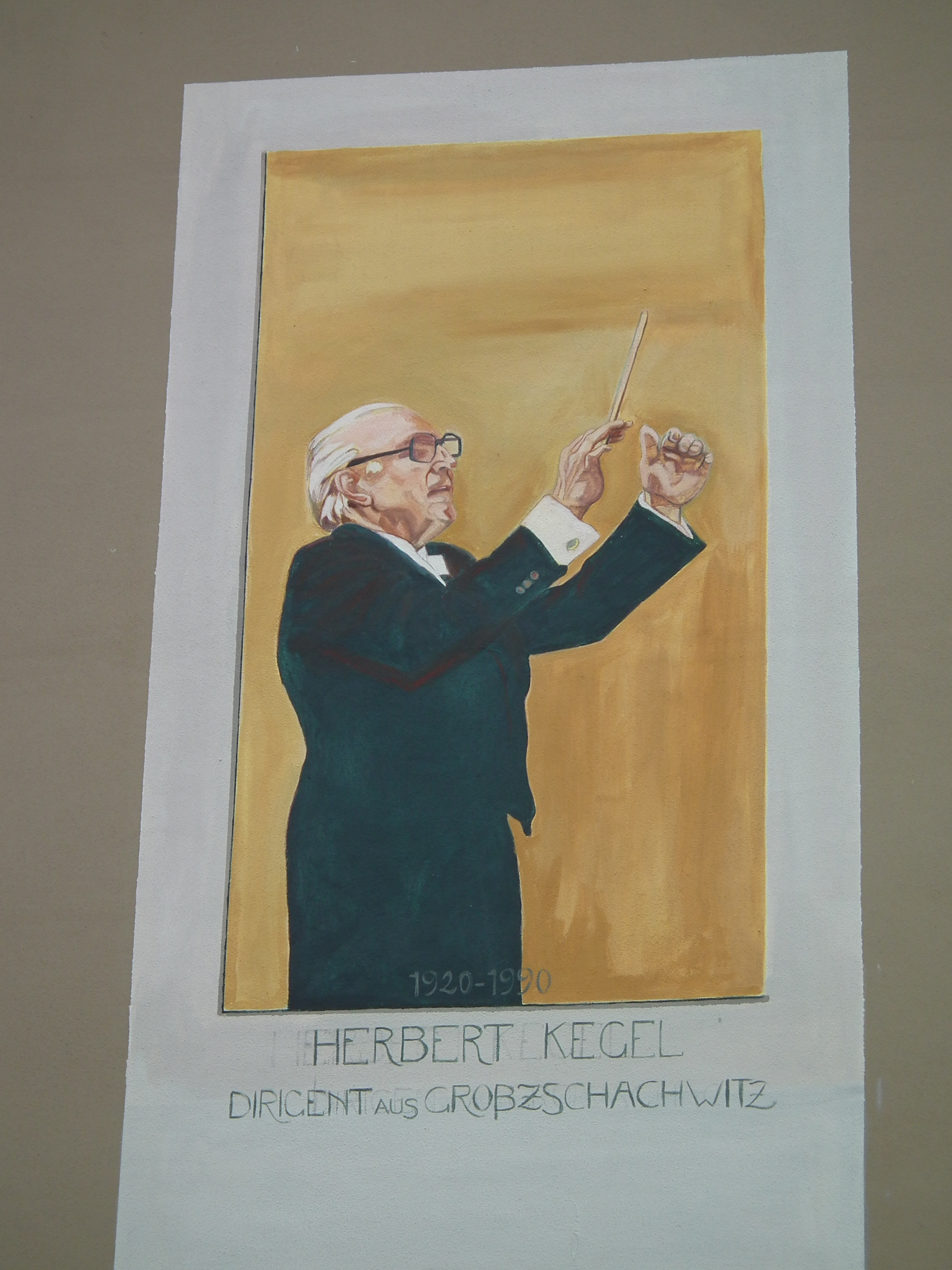
Herbert Kegel auf einem Wandgemälde, Rubinsteinstraße, Dresden

Herbert Kegels Unterschrift

Herbert Kegel (* 29. Juli 1920 in Großzschachwitz (bei Dresden); † 20. November 1990 in Dresden) war ein deutscher Dirigent und gehörte neben Kurt Masur zu den wichtigsten Orchesterleitern der DDR.
Im Jahr 1949 kam er nach Leipzig und leitete 30 Jahre lang den Rundfunkchor (1949–1978) und das Rundfunk-Sinfonieorchester Leipzig (1958–1978), dessen Ehrendirigent er im Anschluss wurde. Darüber hinaus war er von 1975 bis 1978 Honorarprofessor am Leipziger Konservatorium. Kegel avancierte zum wichtigsten „Orff-Spezialisten“ im deutschsprachigen Raum. Sein Einsatz für zeitgenössische Komponisten machte die Musikmetropole Leipzig zum „Internationalen Schaufenster der Moderne“ (Dirk Stöve). Von 1977 bis 1985 war er Chefdirigent der Dresdner Philharmonie. Danach wirkte er als Gastdirigent in Japan, wo er heute als eine der bedeutendsten Dirigentenpersönlichkeiten des 20. Jahrhunderts wahrgenommen wird.
Seine umfangreiche Diskografie wurde mehrfach durch die nationale und internationale Fachwelt ausgezeichnet, so erhielt er 1986 für die weltweit erste digitale Gesamtaufnahme aller Beethoven-Sinfonien den Preis der deutschen Schallplattenkritik. Er war u. a. Nationalpreisträger (1961) und Träger der Ehrennadel des Verbandes der Komponisten und Musikwissenschaftler der DDR (1980).

## Leben

### Kindheit und Jugend
Herbert Kegel wurde als Sohn von Fritz Kegel und seiner Frau Martha, geborene Mißbach, in Großzschachwitz geboren, das seit 1950 zu Dresden gehört. Sein Vater arbeitete seinerzeit als Hauptmechaniker beim Maschinenbauunternehmen Kelle & Hildebrandt im benachbarten Großluga. Herberts Schwester Ilse wurde 1925 geboren.
Er besuchte von 1927 bis 1935 die Volksschule „An der Aue“ in Dresden und sang unter Pfarrer Drechsel in der evangelisch-lutherischen Kurrende der Stephanuskirche in Kleinzschachwitz. Klavierunterricht erhielt er bei Hanns Voigt. Später wurde er beim Dresdner Kreuzchor unter Rudolf Mauersberger vorstellig, der ihn jedoch unabhängig von seiner sängerischen Begabung für die Aufnahme in den Kreuzchor aus Altersgründen ablehnte. Stattdessen wurde er studienvorbereitend in Klavier und Violoncello an der Akademie für Musik und Theater Dresden unterrichtet.

### Studium und berufliche Anfänge
Ursprünglich wollte Kegel bei dem Dirigenten Karl Böhm studieren, der aber als Chefdirigent der Sächsischen Staatskapelle Dresden ausgelastet war. Am 1. April 1935 schrieb sich Kegel im Hauptfach Klavier bei Diener von Schönberg an der Orchesterschule der Staatskapelle (ab 1937 Dresdner Konservatorium) ein. Er studierte darüber hinaus bis 1940 Dirigieren bei Ernst Hintze, Chorleitung bei Alfred Stier, Komposition und Kontrapunkt als der letzte Schüler von Boris Blacher sowie Gesang (Tenor) bei Karl Zinnert. Die Prüfung im Fach Chorleitung schloss er mit „sehr gut“ ab. Neben dem Studium hospitierte er bei Böhm, der ihm schriftlich „vorzüglich technische und musikalische Veranlagung“ sowie „schlagtechnische Gewandheit und sicheres Auftreten vor Chor und Orchester“ bescheinigte.
Herbert Kegel wurde 1939 für den Militärdienst gemustert. Beim anschließenden Einplanungsgespräch lehnte er eine Tätigkeit beim Militärmusikdienst ab. Ein Jahr später wurde er in Bautzen zum Kriegsdienst eingezogen. Er erhielt 1943 eine militärfachliche Ausbildung als Funker. Bis 1945 diente er in der 56. Infanterie-Division, die u. a. im Ostfeldzug eingesetzt war. Während des Krieges komponierte er einige Lieder. Eine Karriere als Pianist musste er allerdings aufgrund einer erlittenen Schussverletzung an der linken Hand beenden.
Aus diesem Grund nahm er nach dem Krieg Dirigierunterricht bei Kurt Striegler, der ihn bereits während der Ausbildung als Dirigent nach Pirna weiterempfahl. 1945 wurde Kegel Dirigent am Operettentheater Pirna, wo er unter anderen mit der Sängerin Gretel Ferschinger zusammenarbeitete. Ab dem 1. August 1946 war er Chorleiter und zweiter Kapellmeister am Stadttheater Rostock. In Rostock lernte er den einflussreichen Kompositionslehrer Rudolf Wagner-Régeny kennen, der seinerzeit Rektor der Rostocker Musikhochschule war. Einige Werke von Wagner-Régeny wurden von Kegel am Stadttheater Rostock aufgeführt. In späteren Jahren dirigierte er dessen Werke auch in Dresden und Berlin. Seine Beziehungen zu DDR-Komponisten der ersten Stunde führten den Musikwissenschaftler Klaus Angermann zu dem Schluss, Kegel habe sich mit dem Sozialistischen Realismus arrangiert.

### Wirken in Leipzig

#### Leiter des Rundfunkchores Leipzig

Programmzettel zum Jubiläumskonzert zehn Jahre Rundfunkchor und Großes Rundfunkorchester Leipzig

Im Jahr 1949 wurde er auf Empfehlung des Rostocker Generalmusikdirektors Gerhard Pflüger künstlerischer Leiter des Rundfunkchors Leipzig (bis 1978). Er kooperierte dabei mit den Chorleitern Dietrich Knothe, Armin Oeser und Horst Neumann. Auf dem Spielplan standen zunehmend zeitgenössische Chorwerke von Benjamin Britten, Hans Werner Henze und Rudolf Wagner-Régeny. Konzertreisen führten den Chor durch Deutschland u. a. in die Berliner Philharmonie und den Dresdner Kulturpalast sowie nach Dänemark, Finnland und Schweden. Herbert Kegel dirigierte 1980 Brittens War Requiem in der Katholischen Hofkirche in Dresden, eine Kooperation von DDR-Fernsehen und BBC zur Erinnerung an die Zerstörung der Coventry Cathedral und der Dresdner Hofkirche im Zweiten Weltkrieg.
Der Leipziger Musikwissenschaftler Werner Wolf erinnerte sich 1996 an Kegels „unerbittlich strenge Chorerziehung“ und seine daraus resultierenden „einzigartigen Aufführungen großer oratorischer Werke und Kantaten“.

#### Chefdirigent des Rundfunk-Sinfonieorchesters Leipzig
Von 1949 bis 1953 war Herbert Kegel zusätzlich Chefdirigent des Großen Rundfunkorchesters. Er wurde 1958 erster Dirigent und zwei Jahre später Chefdirigent des Rundfunk-Sinfonieorchesters Leipzig, zu dessen Ehrendirigenten er später berufen wurde. Damit war er der jüngste Generalmusikdirektor Deutschlands. Beide Leipziger Dirigiergrößen, Herbert Kegel und der Gewandhauskapellmeister Kurt Masur (ab 1970), schätzten sich sehr. Kegel baute das Rundfunkorchester zu einem der führenden Klangkörper der DDR aus, indem er sich im Vergleich zum Gewandhausorchester und der Sächsischen Staatskapelle Dresden, die den traditionellen Musikgeschmack der Konzertbesucher ansprachen, einer zeitgenössischen Programmatik bediente.
Intensiv kooperierte Kegel mit Paul Dessau und anderen Komponisten Neuer Musik. Für die Reihe „Komponisten als Dirigenten“ verpflichtete er von 1960 bis 1980 namhafte Komponisten wie Boris Blacher, Luigi Dallapiccola, Edisson Denissow, Paul-Heinz Dittrich, Werner Egk, Gottfried von Einem, Jean Françaix, Friedrich Goldmann, Cristóbal Halffter, Hans Werner Henze, Wolfgang Fortner, Karl Amadeus Hartmann, Milko Kelemen, Rudolf Kelterborn, Ernst Krenek, René Leibowitz, Witold Lutosławski, Siegfried Matthus, Luigi Nono, Krzysztof Penderecki und Siegfried Thiele. Herbert Kegel setzte sich in seiner Amtszeit für Schülerkonzerte und die 1965 erstmals veranstalteten Leipziger Rathauskonzerte ein.
Einer der Höhepunkte seiner Arbeit war die Doppelaufführung der Gemeinschaftskomposition Jüdische Chronik der Komponisten Dessau, Hartmann, Henze und Wagner-Régeny mit dem Kölner Rundfunk-Sinfonie-Orchester unter Christoph von Dohnányi am 14. Januar 1966 in Köln und am 15. Februar 1966 in Leipzig. Außerdem brachte er am 22. Januar 1974 Henzes Das Floß der Medusa zur DDR-Erstaufführung, was ihm Kritik seitens der ostdeutschen Kulturfunktionäre wegen der beinhalteten Che-Guevara-Darstellung und Henzes Kompositionsstil einbrachte. Kegel trat daraufhin aus dem Verband der Komponisten und Musikwissenschaftler der DDR aus. Er unterstützte darüber hinaus maßgeblich den Aufbau den Kammermusikensembles Gruppe Neue Musik Hanns Eisler um Burkhard Glaetzner und Friedrich Schenker. Das Ensemble wurde zum wichtigsten Vertreter für progressive Musik in der DDR.
Mehr als 100 konzertante Opernaufführungen organisierte Kegel mit Walter Zimmer, dem damaligen Oberspielleiter der Leipziger Oper. Sie nahmen Wagners Parsifal, Bergs Wozzeck und Schönbergs Moses und Aron auf den Spielplan. Die Leipziger Volkszeitung titelte: „Pioniertaten für das Musiktheater“. Im Jahr 1961 unterschrieb Kegel einen Gastvertrag mit der Deutschen Staatsoper in Berlin. Er wurde zum gefragten Interpreten der Werke von Carl Orff, der ihn selbst vor allen anderen Dirigenten favorisierte. Ein geplanter Wechsel zur Semperoper in Dresden ließ sich nicht realisieren, weil sich Direktorium und Staatskapelle nicht einigen konnten.
Von 1975 bis 1978 wirkte er zusätzlich als Honorarprofessor für Dirigieren an der Hochschule für Musik „Felix Mendelssohn Bartholdy“ Leipzig.

### Chefdirigent der Dresdner Philharmonie
Herbert Kegel suchte nach mehr Gastspielen im Ausland, die mit einem Rundfunkorchester schwer zu vermitteln waren. Der Dirigent Heinz Bongartz setzte sich 1977 für seine Berufung nach Dresden ein. Bis 1985 war Kegel als Nachfolger Günther Herbigs Chefdirigent der Dresdner Philharmonie und danach bis 1990 ständiger Gastdirigent, wobei er in der Saison 1977/78 parallel in Leipzig und Dresden wirkte. Ab 1978 trat er regelmäßig bei den internationalen Dresdner Musikfestspielen insbesondere mit Chorsinfonik auf, wie 1980 mit Ravels L’enfant et les sortilèges (Dresdner Erstaufführung). Mit Wagners Parsifal (1979) belebte er die Wiederentdeckung des umstrittenen Komponisten nach dem Zweiten Weltkrieg in Dresden. Auslandskonzerte mit den Leipziger und Dresdner Orchestern führten ihn in die Sowjetunion, BRD, Schweiz, nach Großbritannien, Frankreich, Italien, Skandinavien, Osteuropa, Japan und in den Nahen Osten.

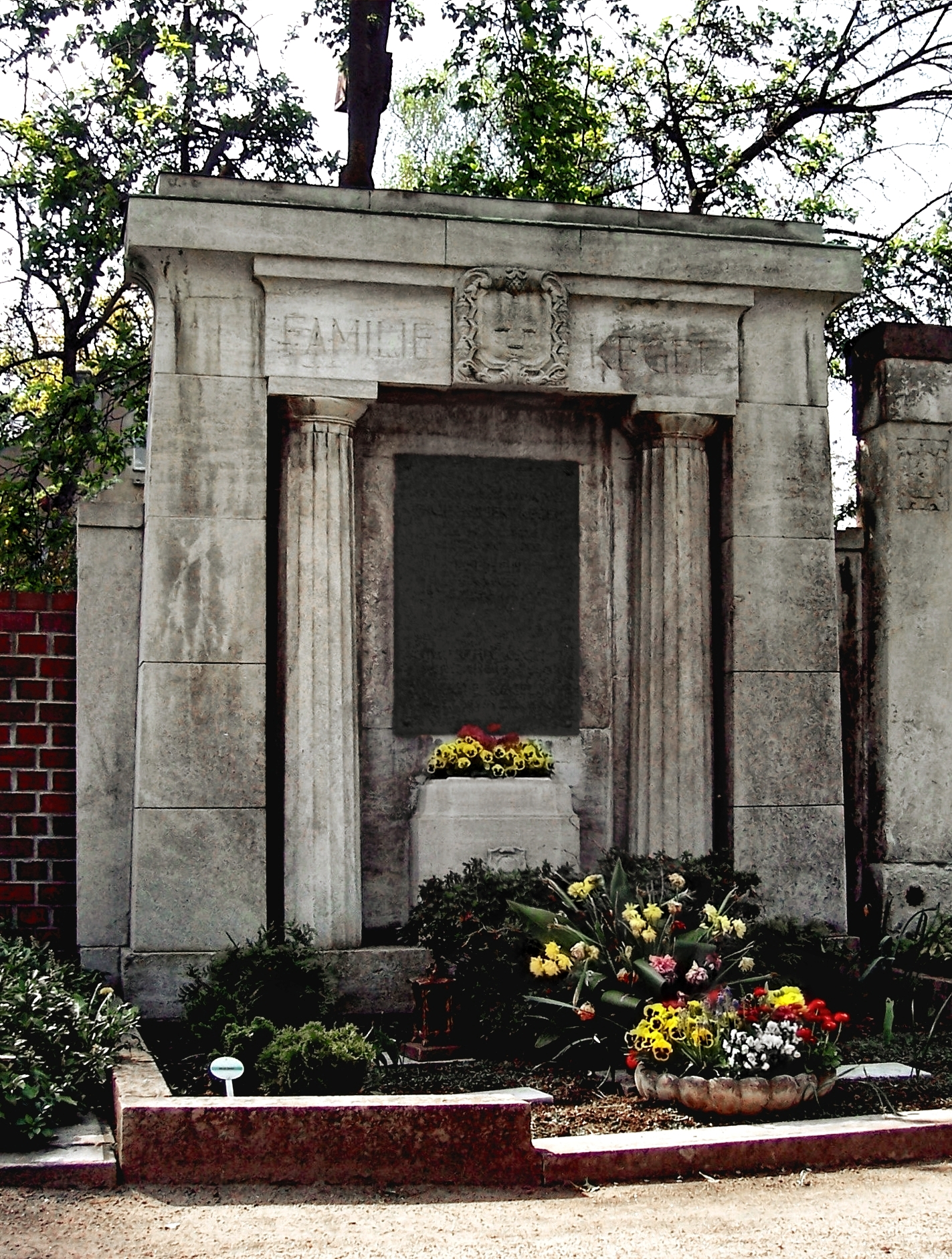
Grab von Herbert Kegel

In der ehemaligen sächsischen Residenzstadt interpretierte er im Gegensatz zu Leipzig, trotz einer engen künstlerischen Zusammenarbeit mit den Komponisten Mikis Theodorakis und Paul-Heinz Dittrich, überwiegend klassische Werke wie die Beethoven-Sinfonien. Der konservative Musikgeschmack des Dresdner Publikums und die tradierte Kulturpolitik der Stadt ließen wenig Raum für die Aufführung neuer Kompositionen. Durch nicht überwindbare programmatische Meinungsverschiedenheiten mit den Funktionären der Stadt und des Orchesters entließ ihn die Stadt Dresden zu seinem 65. Geburtstag in Ehren. Melancholisch notierte er 1985:

„65 ist kein Alter. Trotzdem setzt mich mein Staat auf das Altenteil […] Ich bin gesund, im Jahre 2000 möglicherweise tot. Ich ging nie den Weg des geringsten Widerstandes. Von Lehrern, hier in Dresden Boris Blacher, später in Berlin Paul Dessau, erzogen ging ich gleich ihnen den dornigen Pfad des Fortschritts. Der hat mich jung erhalten. Getreu der Lehre: 2 Schritte vorwärts, einen zurück (um erneut ausholen zu können) acceptiere ich den Beschluss der Oberen dieser Stadt und gehe fristgemäß.“

Neben seiner Tätigkeit als Dirigent hatte er einen Lehrauftrag für „Neue Musik und sinfonische Chorliteratur für Orchester“ inne und hielt nach 1980 Meisterkurse für Dirigieren an der Hochschule für Musik Carl Maria von Weber Dresden.
In den 1980er Jahren war er als Gastdirigent in Japan tätig. Herbert Kegel gab sein letztes Konzert mit der Staatskapelle Halle im Oktober 1990 anlässlich der XX. Hallischen Musiktage, wo er Werke von Blacher, Domhardt und Strawinski aufführte. Am 20. November 1990 schied Herbert Kegel nach langer Depression durch Suizid aus dem Leben. Sein Grab befindet sich auf dem Stephanusfriedhof in Dresden-Meußlitz. Der Oboist Burkhard Glaetzner sagte über Kegels Schicksal: „Er war mit sich selbst nie im Reinen, und er ist auch nie ins Reine gekommen.“

## Familie
Im Jahr 1944 heiratete Kegel eine Jugendfreundin. Mit ihr hatte er drei Kinder. Außerdem war er der leibliche Vater von Uwe Hassbecker (* 1960), Musiker in der Rockband Silly. Seine damalige Freundin, die Opernsängerin Eva Hassbecker, heiratete 1985 den Pianisten und Komponisten Thomas Müller. Von 1966 bis 1983 war Herbert Kegel mit der 18 Jahre jüngeren italienischen Sopranistin Celestina Casapietra verheiratet. Der Sänger (Tenor) und Schauspieler Björn Casapietra (* 1970) entstammt dieser Ehe.

## Bedeutung
Der Komponist Friedrich Schenker, den er nachdrücklich förderte, sah in Kegel einen Dirigenten „mit Armen wie Chronometer, der die Musik in erster Linie als Arbeit versteht“. Seine Proben waren deshalb von Musikern und Chören gleichermaßen geachtet wie gefürchtet. Beispielsweise dirigierte er sein Orchester bei Proben für Mahlersinfonien oder Schönbergs Gurre-Lieder mehr als zehn Stunden täglich. Man attestierte ihm eine „unprätentiöse Dirigierweise“. Die Juroren des Preises der deutschen Schallplattenkritik würdigten Kegel 1986 wie folgt:

„Herbert Kegel gehört zu den bedeutendsten Dirigentenpersönlichkeiten der Gegenwart. Er hat sich international einen großen Namen gemacht. Besonders gerühmt und geschätzt werden sein klangliches Stilgefühl, die außerordentliche rhythmische Präzision, überhaupt die technische Perfektion seiner von einem energischen Willen kontrollierten, analytischen, dabei stets musikantisch inspirierten Interpretationsweise. Seine intensive Auseinandersetzung mit der zeitgenössischen Musik hat auch seine Wiedergabe klassischer Meisterwerke wesentlich geformt und geprägt, die oft eigenwillig, aber immer erfrischend, persönlich, spontan, profiliert und engagiert ist.“

Als erfahrener Chorerzieher hat er den Rundfunkchor Leipzig zu einem der besten und gefragtesten europäischen Chöre entwickelt, der in der Lage ist, auch komplizierteste Werke der Moderne zu bewältigen. Seine 1000 Rundfunk- und 150 Schallplattenproduktionen sind sein Vermächtnis. Sie dokumentieren 30 Jahre deutscher Musikkultur und sind durch die Repertoirewahl zugleich Ausdruck humanistischer Gesinnung und hoher künstlerischer Meisterschaft. Er spielte mit der Dresdner Philharmonie die weltweit erste Digitalaufnahme des Beethoven-Zyklus ein. Sein Engagement für den Komponisten Carl Orff mündete in mehrere vielbeachtete Aufnahmen wie Trionfi, Die Kluge und Der Mond.
Die Zeitschrift Das Orchester formulierte: „Kegel verstand es meisterhaft – und hierin ähnelt er vielleicht am stärksten Hermann Scherchen –, die Musik der Moderne in Verbindung zum klassischen Erbe zu bringen.“ Andere verglichen ihn mit seinen westdeutschen Kollegen Michael Gielen und Hans Rosbaud. Gelegentlich wurde er auch als „Gielen der DDR“ bezeichnet.
Viele Werke von Komponisten des 20. Jahrhunderts wurden unter seiner Leitung uraufgeführt, so Werke von Reiner Bredemeyer, Alan Bush, Max Butting, Edisson Denissow, Paul Dessau, Paul-Heinz Dittrich, Peter Dorn, Hanns Eisler, Fritz Geißler, Friedrich Goldmann, Georg Katzer, Günter Kochan, Fred Lohse, Siegfried Matthus, Ernst Hermann Meyer, Friedrich Schenker, Kurt Schwaen, Rudolf Wagner-Régeny, Helmut Zapf und Udo Zimmermann. Außerdem setzte er sich für DDR-Erstaufführungen von Werken international renommierter Komponisten – auch gegen kulturpolitische Widerstände – wie z. B. von Olivier Messiaen (Turangalîla-Sinfonie), Bohuslav Martinů (Lidice), Arnold Schönberg (Ein Überlebender aus Warschau), Hans Werner Henze (Das Floß der Medusa), Benjamin Britten (War Requiem), Luigi Nono (Epitaph auf Federico García Lorca), Isang Yun (Doppelkonzert für Oboe und Harfe mit kleinem Orchester) und Krzysztof Penderecki (Dies irae) ein.
Insbesondere in Japan erlangte er mit dem Leipziger Rundfunkorchester und der Dresdner Philharmonie außerordentliche Beliebtheit. Er wurde seit den 1980er Jahren neben Herbert von Karajan als größter deutschsprachiger Dirigent des 20. Jahrhunderts verehrt. Als Gastdirigent stand er dem NHK-Sinfonieorchester, dem Tokyo Metropolitan Symphony Orchestra und dem Osaka Philharmonic Orchestra vor. Er wurde in das Buch „Great Musicians on Stage“ der japanischen Fotografin Kinoshita Akira aufgenommen. Im Jahr 1988 war er u. a. mit Seiji Ozawa und Gennadi Roschdestwenski Juror beim „Tokyo International Music Competition for Conducting“.
Zu Herbert Kegels Dirigierschülern gehörten u. a. Max Pommer und Naoki Sugiyama.

## Auszeichnungen

### Preise und Ehrungen
- 1959: Kunstpreis der Deutschen Demokratischen Republik
- 1960: Vaterländischer Verdienstorden in Bronze
- 1961: Nationalpreis der DDR für Kunst und Literatur, III. Klasse
- 1966: Deutscher Schallplattenpreis[60] (für Paul Dessau: Die Verurteilung des Lukullus)
- 1967: Preis der chilenischen Musikkritiker als bester ausländischer Interpret der Saison[39]
- 1968: Chilenischer Kunstpreis (für die Interpretation sämtlicher Sinfonien Beethovens)[39]
- 1968: Grand Prix du Disque der Akademie Charles Cros (für Kurt Weill: Die sieben Todsünden der Kleinbürger)
- 1969: Premio della Critica Discografica Italiana (für Kurt Weill: Die sieben Todsünden der Kleinbürger)
- 1969: zwei Schallplattenpreise der Zeitschrift „Musik und Gesellschaft“ (für Benjamin Britten: War Requiem/für Ernst Hermann Meyer: Toccata Appassionata)
- 1969: Kritikerpreis der Berliner Zeitung[61] (für Benjamin Britten: War Requiem)
- 1974: Vaterländischer Verdienstorden der DDR in Silber
- 1974: Arthur-Nikisch-Preis der Stadt Leipzig[62]
- 19??: Grand Prix du Disque der Akademie Charles Cros (für Carl Orff: Trionfi)[16]
- 1980: Ehrennadel des Verbandes der Komponisten und Musikwissenschaftler der DDR in Gold[63]
- 1981: Goldener Lorbeer des Fernsehfunks der DDR[64] (für die großen Verdienste um die Popularisierung der Musik über das Medium Fernsehen)
- 1986: Preis der deutschen Schallplattenkritik (für die Produktion aller Beethoven-Sinfonien 1983 – als erste digitale Gesamtaufnahme in der Welt)

### Weitere Würdigungen
- Der Komponist Friedrich Schenker widmete ihm 1970 sein Stück für Virtuosen I für Orchester, das Kegel 1971 zur Uraufführung brachte.[65]
- Auf Beschluss des Leipziger Stadtrates[66] erhielt 2011 eine neue Straße im Ortsteil Probstheida den Namen Kegelweg.

## Kompositionen
- Der Sonne entgegen (1935)
- Das Walzerlied für Käthe (1939)
- Zwölf Lieder (1945)

## Diskografie

### Sinfonien, Konzerte, Messen, Kantaten (Auswahl)
- Addinsell: Warsaw Concerto for Piano & Orchestra, Dresdner Philharmonie, 1969.
- Bartók: Konzert für Orchester, Rundfunk-Sinfonieorchester Leipzig, 1972.
- Beethoven: Sinfonien 1–9, Dresdner Philharmonie, Allison Hargan, Ute Walther, Eberhard Büchner, Kolos Kováts, 1984.
- Beethoven: Sinfonien 2–4, 8, 9, Rundfunk-Sinfonieorchester Leipzig, Celestina Casapietra, Anneliese Burmeister, Peter Schreier, Theo Adam, 1973–1975, 1982
- Beethoven: Ouvertüre zu Egmont, Dresdner Philharmonie, 1989
- Beethoven: Messe in C-Dur, Gewandhausorchester Leipzig, Hanne-Lore Kuhse, Annelies Burmeister, Peter Schreier, Theo Adam, 1969
- Beethoven: Fantasie für Klavier, Chor und Orchester, Dresdner Philharmonie, Rundfunkchor Leipzig, 1987, Text: Johannes R. Becher
- Beethoven: Tripelkonzert, Dresdner Philharmonie, Peter Rösel, Christian Funke, Jürnjakob Timm, 1987.
- Berlioz: Symphonie fantastique, Dresdner Philharmonie, 1984.
- Blacher:  Concertante Musik für Orchester, Orchestervariationen über ein Thema von Paganini, Dresdner Philharmonie, 1982.
- Blacher: Zweites Klavierkonzert, Dresdner Philharmonie, Gerty Herzog, 1982.
- Brahms: Konzert für Klavier und Orchester Nr. 2, B-Dur, Dresdner Philharmonie, Annerose Schmidt, 1979.
- Brahms: Sinfonie Nr. 1, Rundfunk-Sinfonieorchester Leipzig, 1973.
- Brahms: Sinfonie Nr. 2, Rundfunk-Sinfonieorchester Leipzig, 1990.
- Brahms: Sinfonie Nr. 4, NHK-Sinfonieorchester, 1983.
- Brahms: Ein deutsches Requiem, Rundfunk-Sinfonieorchester Leipzig, Rundfunkchor Leipzig, Mari Ann Häggander, Siegfried Lorenz, 1987.
- Britten: War Requiem, Dresdner Philharmonie, Rundfunkchor Leipzig, Dresdner Kapellknaben, Kari Lövaas, Anthony Roden, Theo Adam, 1989.
- Bruckner: Sinfonie Nr. 3 (Version 1888/89), Gewandhausorchester Leipzig, 1986.
- Bruckner: Sinfonie Nr. 8, Rundfunk-Sinfonieorchester Leipzig, 1975.
- Bruckner: Te Deum, Rundfunk-Sinfonieorchester Leipzig, Rundfunkchor Leipzig, Eva Andor, Anneliese Burmeister, Eberhard Büchner, Siegfried Vogel, 1979.
- Dvořák: Requiem, Rundfunk-Sinfonieorchester Leipzig, Rundfunkchor Leipzig, Rundfunkchor Berlin, Celestina Casapietra, Anneliese Burmeister, Peter Schreier, Theo Adam, 1988.
- Dvorak: Sinfonie Nr. 9 Aus der Neuen Welt, Rundfunk-Sinfonie-Orchester Leipzig, 1967.
- Gershwin: Porgy and Bess Suite, Rundfunk-Sinfonieorchester Leipzig, 1956.
- Gershwin: Rhapsody in Blue, Rundfunk-Sinfonieorchester Leipzig, 1959.
- Haydn: Die Jahreszeiten, Rundfunk-Sinfonieorchester Leipzig, Rundfunkchor Leipzig, Adele Stolte, Peter Schreier, Theo Adam, 1971.
- Hindemith: Die Harmonie der Welt, Dresdner Philharmonie, 1984.
- Hindemith: Nobilissima Visione-Suite, Dresdner Philharmonie, 1980.
- Hindemith: Pittsburgh Symphony, Dresdner Philharmonie, 1985.
- Hindemith: Sinfonia serena, Dresdner Philharmonie, 1982.
- Hindemith: Symphonie in Es, Dresdner Philharmonie, 1981.
- Mahler: Sinfonie Nr. 1, Dresdner Philharmonie, 1979.
- Mahler: Sinfonie Nr. 4, Rundfunk-Sinfonieorchester Leipzig, Celestina Casapietra, 1978.
- Mahler: Sinfonie Nr. 7, Tokyo Metropolitan Symphony Orchestra, 1985.
- Mahler: Das klagende Lied Rundfunk-Sinfonieorchester Leipzig, Rundfunkchor Leipzig, Hajossyova, Lang, Korondi, Kurth, 1985.
- Mendelssohn Bartholdy: Konzert für Klavier und Orchester a-moll, Rundfunk-Sinfonieorchester Leipzig, Siegfried Stöckigt, 1985.
- Mozart: Messen: Missa brevis (KV 49, 65, 258), Dominicus Messe (KV 66), Pastoralmesse (KV 140), Missa Trinitatis, Missa longa (KV 262)(KV 167), Rundfunk-Sinfonieorchester Leipzig, Rundfunkchor Leipzig, Helen Donath, Uwe Heilmann, Rosemarie Lang, Annette Markert, Edith Mathis, Andreas Schmidt, Jan-Hendrik Rootering, Michael-Christfried Winkler,  1987.
- Mozart: Sinfonie Nr. 40 g-moll, KV 550, Rundfunk-Sinfonieorchester Leipzig, 1987.
- Modest Mussorgsky: Bilder einer Ausstellung (orch. Ravel) Rundfunk-Sinfonieorchester Leipzig, 1968.
- Mussorgsky: Eine Nacht auf dem kahlen Berge, Rundfunk-Sinfonieorchester Leipzig, 1970.
- Ravel: Boléro, Rundfunk-Sinfonieorchester Leipzig, 1985.
- Schönberg: Gurre-Lieder, Dresdner Philharmonie, Mitglieder des Rundfunk-Sinfonieorchester Leipzig, Rundfunkchor Leipzig, Rundfunkchor Berlin, Prager Männerchor, Eva-Maria Bundschuh, Rosemarie Lang, Manfred Jung, Wolf Appel, Ulric Cold, Gert Westphal, 1986.
- Schostakowitsch: Sinfonie Nr. 5, Rundfunk-Sinfonieorchester Leipzig, 1980.
- Schostakowitsch: Sinfonie Nr. 7 „Leningrad“, Rundfunk-Sinfonieorchester Leipzig, 1972.
- Schubert: Messe G-Dur, Rundfunk-Sinfonieorchester Leipzig, Stolte, Weimann, Leib, 1979.
- Schubert: Messe G-Dur, Rundfunk-Sinfonieorchester Leipzig, Magdalena Hajossyova, Eberhard Büchner, Hermann Christian Polster, 1986.
- Schubert: Stabat mater, Rundfunk-Sinfonieorchester Leipzig, Magdalena Hajossyova, Eberhard Büchner, Hermann Christian Polster, 1986.
- Strawinski: Concerto Es-Dur „Dumbarton Oaks“, Rundfunk-Sinfonieorchester Leipzig, Olbertz, 1973.
- Theodorakis: Sinfonie Nr. 7 „Spring Symphony“, Dresdner Philharmonie, Radiochor Prag, Lövaas, Madjarova, Larinas, Emmerlich, 1987.

### Opern und Operetten (Auswahl)
- Bizet: Carmen, Rundfunk-Sinfonieorchester Leipzig, Červená, Apeck, Lauhöfer, Neukirch, Leib, Klemm, Aderhold, Croonen, Engert, Kehl, 1961.
- Berg: Wozzeck, Rundfunk-Sinfonieorchester Leipzig, Rundfunkchor Leipzig, Theo Adam, Gisela Schröter, Reiner Goldberg, 1976.
- Blacher: Der Großinquisitor, Dresdner Philharmonie, Rundfunkchor Leipzig, Nimsgern, 1985.
- Britten: Orchesterführer für junge Leute, Staatskapelle Dresden, Rolf Ludwig, 1972.
- Dessau: Die Verurteilung des Lukullus, Rundfunk-Sinfonieorchester Leipzig, Rundfunkchor Leipzig, Rundfunkkinderchor Leipzig, Melchert, Krahmer, Schreier, Rotzsch, Burmeister, Anders, Wenglor, 1964.
- Dvořák: Biblische Lieder, Dresdner Philharmonie, Theo Adam, 1988.
- Hindemith: Mathis der Maler, Dresdner Philharmonie, 1980.
- Kálmán: Gräfin Mariza, Rundfunk-Sinfonieorchester Leipzig, Rundfunkchor Leipzig, Zorn, Ritzmann, Richter, Pallesche, Westmaeyer, 1953.
- Lehár: Die lustige Witwe, Rundfunk-Sinfonieorchester Leipzig, Rundfunkchor Leipzig, Zorn, Hölzke, Richter, Nowotny, Kozub, Schwarzbach, 1953.
- Mussorgsky: Boris Godunow, (Querschnitt), Rundfunkchor Leipzig, Staatskapelle Dresden, Adam, Trexler, Hölzke, Vogel, Ritzmann, Kuhse, Schaal, Schreier, 1972.
- Orff: Carmina Burana, Rundfunk-Sinfonieorchester Leipzig, Rundfunkchor Leipzig, Rundfunkkinderchor Leipzig, Jutta Vulpius, Hans-Joachim Rotzsch, Kurt Rehm, Kurt Hübenthal, 1960.
- Orff: Trifoni: Carmina Burana, Catulli Carmina, Trionfo di Afrodite, Rundfunk-Sinfonieorchester Leipzig, Rundfunkchor Leipzig, Rundfunkchor Berlin, Dresdner Kapellknaben, Eberhard Büchner, Celestina Casapietra, Horst Hiestermann, Renate Krahmer, Isabella Nawe, Karl-Heinz Stryczek, Reiner Süß, Regina Werner, 1973–1978.
- Orff: Die Kluge, Rundfunk-Sinfonieorchester Leipzig, Karl-Heinz Stryczek, Reiner Süß, Magdalena Falewicz, Horand Friedrich, Gerhard Lau, Eberhard Büchner, Winfried Wagner, Siegfried Lorenz, Arno Wyzniewski, Harald Neukirch, Wolfgang Ostberg, Wolfgang Hellmich, Reinhard Michalke, Hermann Christian Polster, Werner Senftleben, 1982.
- Orff: Der Mond, Rundfunk-Sinfonieorchester Leipzig, Rundfunkchor Leipzig, Eberhard Büchner, Fred Teschler, Hort Lunow, Helmut Klotz, Armin Terzibaschian, Wilfried Schaal, Hans-Joachim Hegewald, Paul Gahn, 1970.
- Prokofjew: Peter und der Wolf, Staatskapelle Dresden, Rolf Ludwig, 1972.
- Puccini: Gianni Schicchi, Rundfunk-Sinfonieorchester Leipzig, Rupf, Tomowa-Sintow, Teodorian, Härtel, Polster, Burmeister, 1973.
- Ravel: Das Kind und der Zauberspuk, Büchner, Hiestermann, Rotzsch, Lunow, Croonen, Kögelmann, Unger, Wandelt, Knorrn, Kästner, 1973.
- Rossini: Guglielmo Tell, Rundfunk-Sinfonieorchester Leipzig, Schubert-Heuhaus, Hahnkamm, Lutze, Horand, Kaphan, Ramacher, 1953.
- Schönberg: Moses und Aron, Rundfunk-Sinfonieorchester Leipzig, Rundfunkchor Leipzig, Haseleu, Goldberg, Krahmer, Pohl, Ude, Polster, Stryczek, 1978.
- Strauss: Ariadne auf Naxos, Rundfunk-Sinfonieorchester Leipzig, Friedland, Schüffler, Ziese, Wocke, Vulpius, Lauhöfer, Schelske, 1954.
- Wagner: Parsifal, Rundfunk-Sinfonieorchester Leipzig, Rundfunkchor Leipzig, Rundfunkchor Berlin, Thomanerchor, Kollo, Adam, Cold, Bunger, Breul, Pohl, 1975.
- Verdi: Otello, Rundfunk-Sinfonieorchester Leipzig, Rundfunkchor Leipzig, Miltschinoff, Friedland, Löbel, Stolze, Schwarzbach, Roth, Eile, Walter-Sacks, 1954.

## Filmografie
- Hier und dort, Dokumentarfilm, DDR 1969, Regie: Gitta Nickel (mit Künstlern der DDR im Ausland)

### Monografie
- Helga Kuschmitz: Herbert Kegel. Legende ohne Tabu. Ein Dirigentenleben im 20. Jahrhundert. Kamprad, Altenburg 2003, ISBN 978-3-930550-27-2.

### Nachschlagewerke
- Kegel, Herbert. In: Günther Buch: Namen und Daten wichtiger Personen der DDR. 4., überarbeitete und erweiterte Auflage. Dietz, Berlin (West)/Bonn 1987, ISBN 3-8012-0121-X, S. 150.
- Kegel, Herbert. In: Bundesministerium für gesamtdeutsche Fragen (Hrsg.): SBZ-Biographie. Deutscher Bundes-Verlag, Berlin 1964, S. 174.
- Kegel, Herbert. In: Brockhaus-Riemann Musiklexikon. CD-Rom, Directmedia Publishing, Berlin 2004, ISBN 3-89853-438-3, S. 5274.
- Julian Caskel: Kegel, Herbert. In: Julian Caskel, Hartmut Hein (Hrsg.): Handbuch Dirigenten. 250 Porträts. Bärenreiter, Kassel 2015, ISBN 978-3-7618-2174-9, S. 224–225.
- Kegel, Herbert. In: Walter Habel (Hrsg.): Wer ist wer? Das Deutsche Who’s who. Band 14, Teil 2, Arani, Berlin 1965, S. 156.
- Kegel, Herbert. In: John L. Holmes: Conductors on Record. Greenwood Press, Westport 1982, ISBN 0-575-02781-9, S. 327–328.
- Kegel, Herbert. In: Stefan Jaeger (Hrsg.): Das Atlantisbuch der Dirigenten. Eine Enzyklopädie. Atlantis-Musikbuch-Verlag, Zürich 1985, ISBN 3-254-00106-0, S. 189.
- Kegel, Herbert. In: Volker Klimpel: Berühmte Dresdner. Historisch-biographisches Handbuch bedeutender Persönlichkeiten, geboren in Dresden. Hellerau-Verlag, Dresden 2002, ISBN 978-3-910184-85-5, S. 85.
- Kegel, Herbert. In: Juliusz Stroynowski (Hrsg.): Who’s who in the socialist countries of Europe. A biographical encyclopedia of more than 12600 leading personalities in Albania – Bulgaria – Czechoslovakia – German Democratic Republic – Hungary – Poland – Romania – Yugoslavia. Band 2: I – O. Saur, München u. a. 1989, ISBN 978-3-11-186674-1, S. 540.
- Martin Elste: Kegel, Herbert. In: Ludwig Finscher (Hrsg.): Die Musik in Geschichte und Gegenwart. Zweite Ausgabe, Personenteil, Band 9 (Himmel – Kelz). Bärenreiter/Metzler, Kassel u. a. 2003, ISBN 3-7618-1119-5, Sp. 1586–1587 (Online-Ausgabe, für Vollzugriff Abonnement erforderlich)

### Aufsätze und Einzelstudien
- Fruchtbare Jahre: Herbert Kegel und das RSO Leipzig 1960 bis 1978. In: Jörg Clemen, Steffen Lieberwirth (Hrsg.): Mitteldeutscher Rundfunk. Die Geschichte des Sinfonieorchesters. Kamprad, Altenburg 1999, ISBN 3-930550-09-1, S. 125 ff.
- Die Amtszeit Herbert Kegels. In: Dieter Härtwig: Die Dresdner Philharmonie. Altis, Leipzig 1992, ISBN 3-910195-04-0, S. 134 ff.
- Friedrich Schenker: Herbert Kegel zum 60. Geburtstag. Mit Abbildungen. In: Musik und Gesellschaft 30 (1980) 7, S. 434–435.
- Werner Wolf: Herbert Kegel. In: Musik und Gesellschaft 10 (1960) 8, S. 469–471